# Villa Floreal

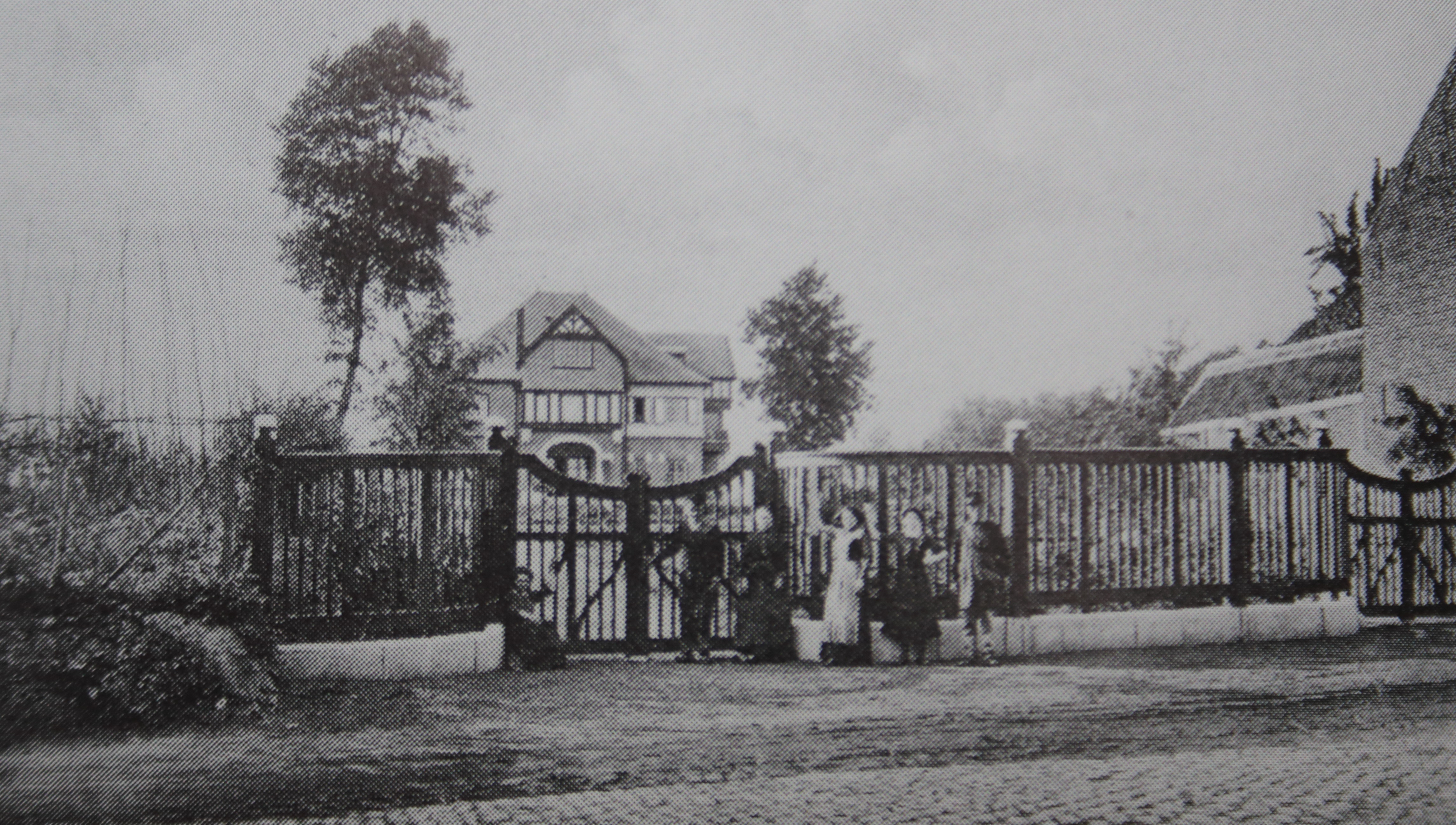
Villa Floreal

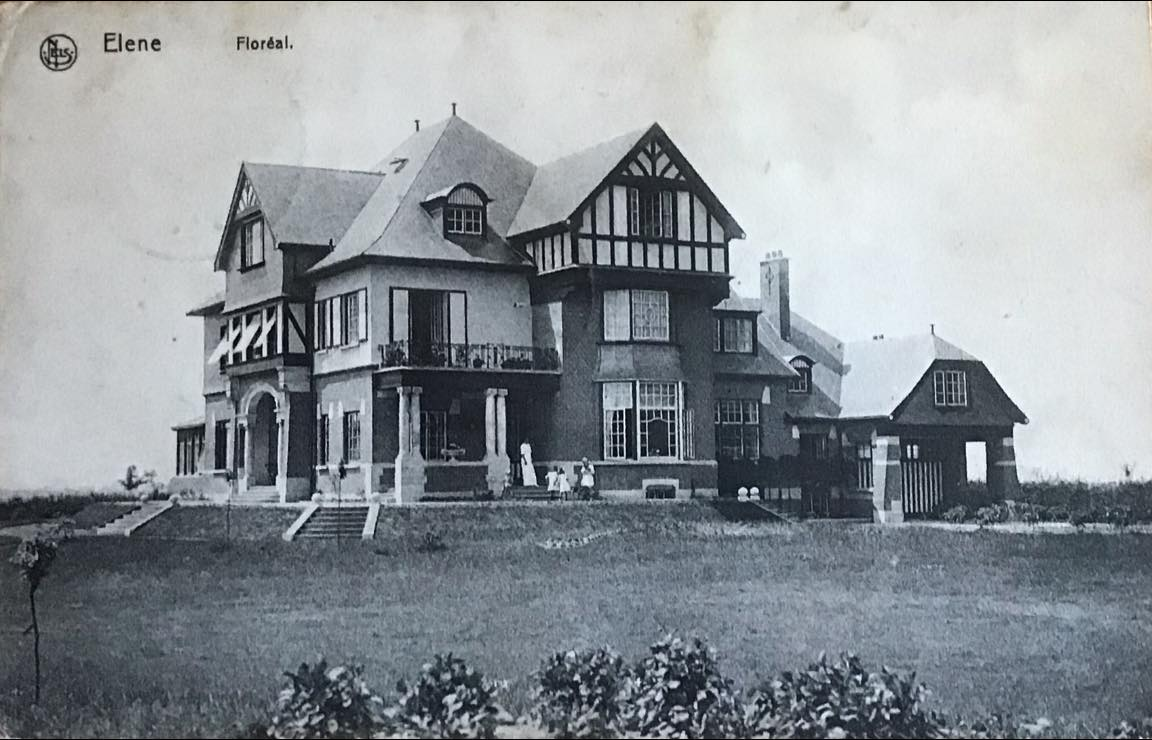
Villa Floreal

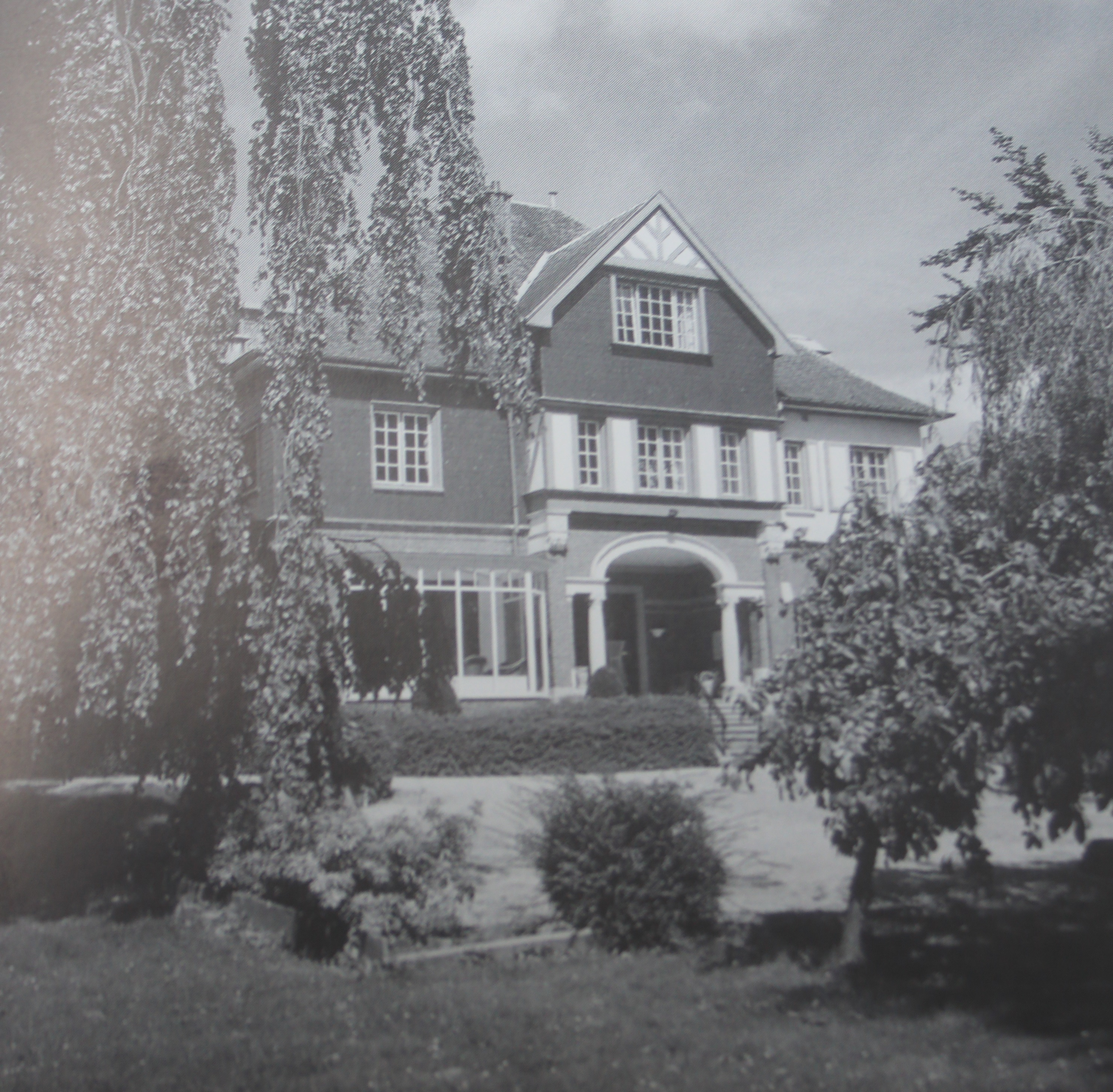
Villa Floreal

Villa Floreal is een villa aan de Buke 108 in Elene, deelgemeente van de Belgische stad Zottegem. De villa in cottagestijl (met vakwerkbouw) werd in 1913 gebouwd voor de textielfabrikanten Schockaert en werd bewoond door Léon Schockaert, zoon van bedrijfsstichter Gustaaf Schockaert. De woning werd opgetrokken op het hoogste punt van de Buke, vlak bij het kasteeldomein van Leeuwergem en met een panoramisch zicht over Zottegem. Tot 2015 was de villa onder de naam "Home Floreal" in gebruik als rusthuis, tot in 2015 bleek dat het oude gebouw niet uitgebreid kon worden.